# 肥塚一晃
肥塚 一晃（こえづか かずあき、1967年2月10日 - ）は、日本の元サッカー選手。サッカー指導者。大阪府出身。174 cm、67 kg。現役時代のポジションはMF。

## 来歴
大阪府立清水谷高等学校から天理大学に進み、サッカー部では点取り屋 として活躍した。
1989年に松下電器産業サッカー部に加入。俊足 のウイングタイプ のミッドフィールダーとして期待され、1年目にはオランダに短期留学を経験した。2年目には第70回天皇杯全日本サッカー選手権大会決勝で延長に入って投入され初優勝に貢献するなど 後半戦では主力として定着する。Jリーグ発足後も引き続きガンバ大阪に選手として所属。1994年に当時ジャパンフットボールリーグの京都パープルサンガに移籍。同年限りで選手を引退。
保健体育の教員免許を持っており、引退後は、かつて高校サッカーの強豪であった大阪明星高校の体育教師となり、サッカー部の監督を務めている。

## 個人成績
| 国内大会個人成績 | 国内大会個人成績 | 国内大会個人成績 | 国内大会個人成績 | 国内大会個人成績 | 国内大会個人成績 | 国内大会個人成績 | 国内大会個人成績 | 国内大会個人成績 | 国内大会個人成績 | 国内大会個人成績 | 国内大会個人成績 |
| 年度             | クラブ           | 背番号           | リーグ           | リーグ戦         | リーグ戦         | リーグ杯         | リーグ杯         | オープン杯       | オープン杯       | 期間通算         | 期間通算         |
| 年度             | クラブ           | 背番号           | リーグ           | 出場             | 得点             | 出場             | 得点             | 出場             | 得点             | 出場             | 得点             |
| 日本             | 日本             | 日本             | 日本             | リーグ戦         | リーグ戦         | JSL杯/Jリーグ杯  | JSL杯/Jリーグ杯  | 天皇杯           | 天皇杯           | 通算             | 通算             |
| ---------------- | ---------------- | ---------------- | ---------------- | ---------------- | ---------------- | ---------------- | ---------------- | ---------------- | ---------------- | ---------------- | ---------------- |
| 1989-90          | 松下             | 23               | JSL1部           | 3                | 0                | 0                | 0                |                  |                  |                  |                  |
| 1990-91          | 松下             | 16               | JSL1部           | 18               | 2                | 0                | 0                |                  |                  |                  |                  |
| 1991-92          | 松下             | 14               | JSL1部           | 21               | 1                | 1                | 0                |                  |                  |                  |                  |
| 1992             | G大阪            | -                | J                | -                | -                | 6                | 0                |                  |                  |                  |                  |
| 1993             | G大阪            | -                | J                | 15               | 0                | 5                | 1                | 0                | 0                | 20               | 1                |
| 1994             | 京都             | 7                | 旧JFL            | 23               | 2                | -                | -                | 3                | 1                | 26               | 3                |
| 通算             | 日本             | 日本             | JSL1部           | 42               | 3                | 1                | 0                |                  |                  |                  |                  |
| 通算             | 日本             | 日本             | Jリーグ          | 15               | 0                | 11               | 1                |                  |                  |                  |                  |
| 通算             | 日本             | 日本             | 旧JFL            | 23               | 2                | -                | -                | 3                | 1                | 26               | 3                |
| 総通算           | 総通算           | 総通算           | 総通算           | 80               | 5                | 12               | 1                |                  |                  |                  |                  |

各シーズンの所属クラブ/背番号/出場・得点記録の出典 ただし、1994年の背番号を除く。
その他の公式戦
- 1990年
  - コニカカップ 0試合0得点
- 1991年
  - コニカカップ 5試合0得点

出場歴
- Jリーグ初出場：1993年5月26日 サントリー第4節 対清水戦（万博）
- JSL（1部）初出場：1990年2月11日 第14節 対日産戦（神戸総合運動公園ユニバー記念競技場）
- JSL（1部）初得点：1991年3月17日 第15節 対全日空戦（大阪市立長居陸上競技場）